# 最大着陸重量
最大着陸重量（さいだいちゃくりくじゅうりょう、Maximum Landing Weight, MLW）は、航空機の着陸時に許容される最大重量のこと。航空機の形式ごとに異なった値が設計時に設定される。

## 概要
最大離陸重量が主に離陸性能（滑走距離、燃料タンク容量、エンジン出力等）に依存するのに対し、最大着陸重量は降着装置の安全性等に依存しており、この重量以上で着陸すると、降着装置を介して大きな衝撃が機体に加わり、機体が損傷する。大型機では、その最大離陸重量よりも小さな値であることもある（たとえばボーイング社B747-400の場合、最大離陸重量は385トン、最大着陸重量は286トン）。航空機メーカーは、この重量における着陸時の着陸性能、着陸復行時の上昇性能などを保証している。
燃料を満載した長距離航路の大型機などは、離陸後しばらく（燃料をある程度消費するまで）の間は、多くの運航でその全重量が最大着陸重量を超過している。この状態で、トラブル等により予定外の着陸を迫られた場合には、超過分の燃料を機外放出する。しかし小型、中型機または大型機でも比較的小型の機体においては、一定の条件（着陸復行時の上昇性能など）を満たせば、燃料放出装置を付けなくても良く、装備されていないものもある。（B737、A320など）